# Alexander von Rennenkampff

Alexander Edler v. Rennenkampff

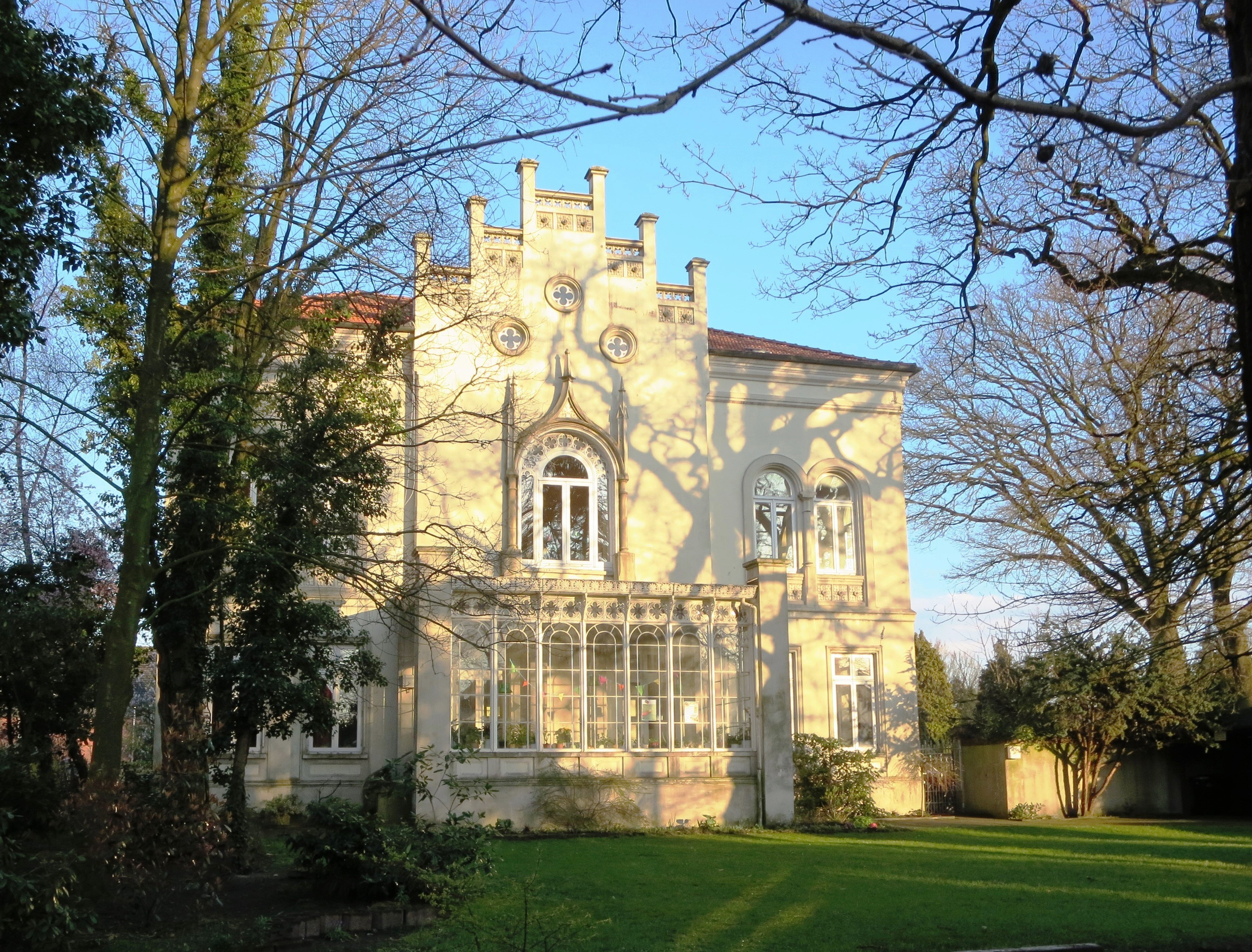
Villa Rennenkampff in Osternburg (1825)

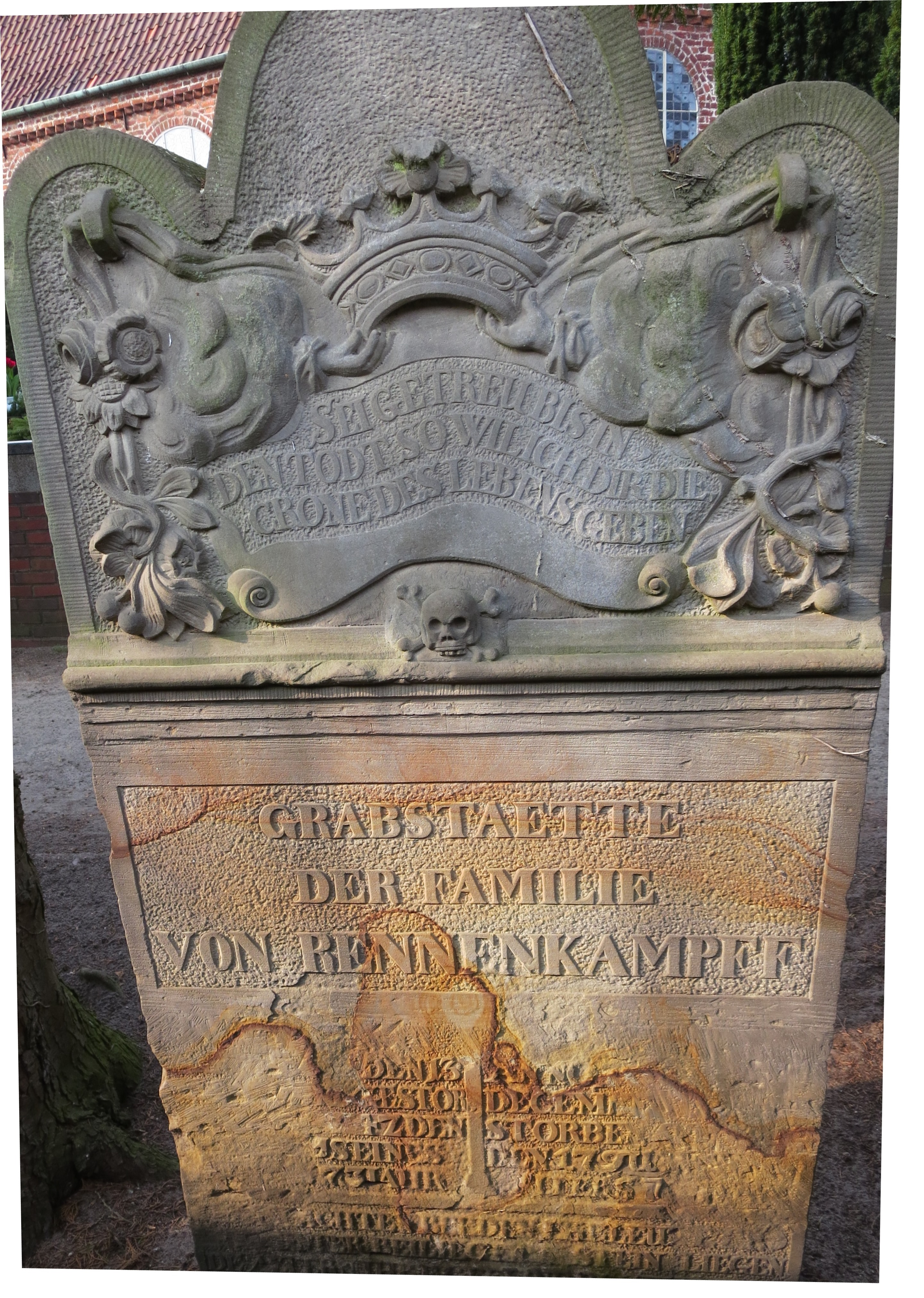
Stele auf dem Osternburger Friedhof

Karl Jakob Alexander Edler von Rennenkampff (* 29. Januar 1783 auf Schloss Helmet, Estland; † 9. April 1854 in Oldenburg (Oldb)) war Schriftsteller, kaiserlich russischer Rittmeister, Major der Kavallerie, Hofrat, später großherzoglicher holstein-oldenburgischer Oberkammerherr im Range eines Vizeoberhofmeisters, 1836 Ritter des griechischen Erlöser-Ordens, Gründer des Landesmuseums für Natur und Mensch in Oldenburg und seit 1802 Freimaurer (1842–1849 Meister vom Stuhl in der Loge Zum goldenen Hirsch).

## Leben
Auf Schloss und Gut Helmet wurde Karl Jakob Alexander Edler von Rennenkampff am 29. Januar 1783 als ältester von drei Söhnen des Kreismarschalls Jakob Johann (1753–1794) geboren. Nach dem frühen Tod des Vaters sorgte die Mutter, Elisabeth Dorothea aus der deutschbaltischen Adelsfamilie von Anrep (1759–1844), für die Erziehung ihrer drei Söhne, die sie einem aus Deutschland stammenden Hauslehrer anvertraute. Aufgeschlossen und über den Standesdurchschnitt hinaus gebildet, verfolgte sie unter dem Einfluss Rousseauscher Ideen das unkonventionelle Ziel, ihre Söhne „lieber nach allen Seiten rein menschlich ausgebildet, als in einem vorgeschriebenen Gleise mechanisch vegetieren zu sehen.“
1797 sandte sie Alexander mit seinem jüngeren Bruder Gustav nach Berlin zu Ignaz Feßler (1756–1839), einem ehemaligen Kapuziner, Gelehrten, Freimaurer und späteren Generalsuperintendenten der lutherischen Gemeinde in St. Petersburg, dessen didaktisch-philosophische Schriften sie beeindruckt hatten. Bereits nach einem Jahr mussten die beiden Brüder – wie alle im Ausland studierenden Russen – auf Anordnung Pauls I. in die Heimat zurückkehren. Alexander besuchte zunächst die Domschule in Riga und ging nach dem Tod des Zaren 1801 erneut nach Berlin, wo Feßler seine weitere Ausbildung organisierte und auch überwachte. Rennenkampff äußerte sich später sehr kritisch über seinen Lehrer, bei dem er „an Kenntnissen und an Bildung so viel als nichts“ erworben habe.

### Laufbahn
1802 verließ Alexander Berlin und trat im Jahr darauf in die ständische Selbstverwaltung Livlands ein, in der die Söhne der einheimischen Adelsfamilien üblicherweise ihre Laufbahn begannen, wenn sie sich nicht für den Militärdienst entschieden. Die Tätigkeit in der Ritterschaftskanzlei in Riga und als Assessor beim Landgericht in Pernau sagte Rennenkampff jedoch auf Dauer nicht zu; bereits nach zwei Jahren schied er wieder aus (…„welches Amt er aber wegen überhand nehmenden Magenübels und Migraine, auf Forderung der Ärzte, 1805 niederlegen mußte.“), um seine lückenhafte Ausbildung nach eigenen Vorstellungen zu vervollständigen und abzurunden. Seine naturwissenschaftlichen Interessen führten ihn im Oktober 1805 an die Universität Göttingen (… „wo er sich unter Boutherweck, Forillo und Blumenbach dem Studium der Kunst und Naturwissenschaft hingab, in welchem Wissen sein ganzes Leben und Wirken wesentlich aufging.“), die gerade in diesen Fächern damals einen guten Ruf genoss. Rennenkampff betrieb hier vier Semester lang naturwissenschaftliche und kunstgeschichtliche Studien, die er ganz im Stile der Adelserziehung des 18. Jahrhunderts mit einer ausgedehnten Bildungsreise durch die Schweiz (… „wo er sich in Lausanne, Genf und besonders in Coppet am Genfersee aufhielt und dem Kreise der bekannten Frau Stael näher trat“), Italien und Frankreich abschloss. Den stärksten Eindruck machte auf ihn Italien, wo er fast zwei Jahre blieb. In Rom verkehrte er in der deutschen Künstlerkolonie und im Hause des preußischen Gesandten Wilhelm von Humboldt, mit dessen Frau Caroline den weitaus jüngeren Livländer bald eine vom Geist der Empfindsamkeit geprägte, lebenslange Freundschaft verband. Seine Selbsterziehung endete 1809 mit einem Aufenthalt in Paris. In dem damaligen Zentrum Europas konnte er Napoleon auf dem Höhepunkt seiner Macht beobachten und fand daneben in dem Grafen Gustav von Schlabrendorf ein ihn tief beeindruckendes Beispiel menschlicher Vorbildhaftigkeit.

### Rückkehr nach Russland
Als Rennenkampff 1810 nach Russland zurückkehrte (nach St. Petersburg, wo er in Verbindung mit Klinger, A. J. v. Krusenstern, E. M. Arndt und Freiherr v. Stein trat), brachte er den Plan zur Gründung eines Eliteinstituts mit, an dem die Anwärter auf Führungspositionen in der Staatsverwaltung nach dem Besuch der Universität den letzten Schliff bekommen sollten. Für dieses grandiose Projekt, dessen Leitung er selbst zu übernehmen hoffte, fand er jedoch keine große Unterstützung und akzeptierte im Oktober 1811 die Stelle eines Lehrers für deutsche und französische Literatur sowie Ästhetik am neugegründeten kaiserlichen Lyzeum in Zarskoje Selo, die für ihn nur eine vorläufige Ersatzlösung darstellte.
Am 7. Januar 1812 schreibt Alexander von Humboldt an Rennenkampff, da Russland gegen Ende des Jahres 1811 eine Mission über Kaschgar nach Tibet ausrüstete und somit sich Humboldts Hoffnungen und Pläne für eine Expedition nach Zentralasien zu verwirklichen schienen. Der russische Reichskanzler Graf Romanzow kannte Humboldt persönlich und schätze seinen Eifer und seine Kenntnisse sehr hoch ein. Auf seine Veranlassung wurde Rennenkampff beauftragt, Humboldt zur Teilnahme an dieser zentral-asiatischen Mission einzuladen. Humboldt nahm das Anerbieten freudig an, allerdings machte Napoleons Russland-Feldzug 1812 die Weiterverfolgung der Pläne hinfällig.

### Militärische Erfahrungen
Fast erleichtert verließ Alexander 1813 nach dem Einmarsch Napoleons das Lyzeum und trat in die von Herzog Peter Friedrich Ludwig von Oldenburg organisierte Russisch-Deutsche Legion ein. Mangels militärischer Vorkenntnisse und Erfahrungen kam er für ein Truppenkommando nicht in Frage und wurde Adjutant des Generals Ludwig von Wallmoden-Gimborn, in dessen Stab er den Feldzug nach Frankreich mitmachte.
Nach den Siegen von Vellahn und an der Göhrde schlug Herzog Peter Friedrich Ludwig neben einigen weiteren verdienten Soldaten der Legion auch Rennenkampff, damals Hauptmann, wegen der Entschlossenheit in der Ausführung erteilter Befehle für den St.-Annenorden 3. Klasse vor.
Auch der Krieg brachte nicht die nun erhoffte Lebenswende. Der inzwischen dreißigjährige Rennenkampff sah sich in einer Sackgasse. Hatte ihn bisher sein ausgeprägtes Selbstbewusstsein glauben lassen, dass er „Großes erwarten“ durfte, so musste er sich jetzt eingestehen, dass seine allzu ehrgeizigen Hoffnungen gescheitert waren, wofür er in verständlicher Selbsttäuschung den „Zusammenhang der Umstände, die nicht vorauszusehen waren“, verantwortlich machte. Niedergeschlagen bemühte er sich verzweifelt um irgendeine passende Verwendung in der Diplomatie oder im Hofdienst und nahm im Juli 1814 die Stelle eines Adjutanten des Erbprinzen Paul Friedrich August von Oldenburg an, der als Generalgouverneur von Estland einen landeskundigen Berater suchte.

### Bei Paul Friedrich August von Oldenburg
Es fiel Rennenkampff nicht schwer, den jungen und beeinflussbaren Prinzen für sich einzunehmen. Nach den Schilderungen der Zeitgenossen war er, wenn er es darauf anlegte, eine gewinnende Persönlichkeit, „ein Mann von Kenntnissen, Geist und Liebe zu allem, was Kunst und Wissenschaft berührt“; der sich zudem durch eine „seltene Fülle und Tiefe der Empfindung“ auszeichnete. Welch nachhaltigen Eindruck er damals zu machen verstand, zeigen die Jugenderinnerungen des Historikers Theodor von Bernhardi, der als Dreizehnjähriger auf dem Gut seiner Eltern in Estland mit Rennenkampff zusammentraf:
„Mit dem Eintritt dieses Gastes [Alexander v. R.] war in unserem Hause gleichsam ein geistiger Frühling ausgebrochen. Die Hausgenossen waren plötzlich wie in ein anderes Element versetzt. Rennenkampf fuhr täglich aus, verhörte Bauern und Soldaten und kam zurück, empört über die Roheiten, die vorgefallen waren, erbaut durch den Gerechtigkeitssinn und die Mäßigung der Bauern. Doch wurde dieser Dinge immer nur vorübergehend gedacht. Das Gespräch wendete sich stets idealen Dingen zu. Rennenkampf hatte viel gesehen, er hatte vielseitige Interessen. Von Italien war die Rede, von Kunst und Poesie, von bedeutenden Männern und Frauen, die mehr oder weniger bekannt waren. Freilich gingen andere Gespräche nebenher, aber ohne zu stören; denn indem man sich in dem lang entbehrten Genuß solcher Gespräche erging, wurde nicht selten der nächsten Umgebung gedacht als eines entschiedenen Gegensatz zu Allem, was Werth und Interesse hat. Gewisse Nachbarn wurden mit einem gewissen Behagen als komische Personen eingeführt und besprochen: Rennenkampf namentlich wurde nicht müde, mit einer gewissen trockenen Laune, die ihm eigen war, allerhand Geschichten zu erzählen, welche die gemüthliche provinzielle Beschränktheit der Leute illustrirten; die Beschränktheit, die jenseits des eigenen engen Horizontes nicht eine weitere Welt ahnt, sondern nur etwas Unbestimmtes, Nebelhaftes, für das man sich nicht interessirt. Er citirte wunderbare Aussprüche und Urtheile, deren sich die Leute auf dem Gebiete der Kunst und Wissenschaft schuldig gemacht hatten.“
Aus Frankfurt schrieb Wilhelm von Humboldt am 25. Oktober 1816 an Goethe über Alexander: … „Ein Liefländer, Alexander von Rennenkampf, ein Mann von Kenntnissen, Geist und Liebe zu allem, was Kunst und Wissenschaft berührt, der mit uns in Rom war und den wir sehr lieben, wird (mit dem Prinzen von Oldenburg, glaube ich) nach Weimar kommen. Er bittet durch mich um eine gütige Aufnahme bei Ihnen. Schlagen Sie ihm dieselbe nicht ab. ...“
Auf seiner Reise mit dem Erbprinzen 1816 kam R. auch nach Weimar, wo er mit Empfehlung seines Freundes Wilhelm v. Humboldt bei Goethe freundliche Aufnahme fand und sich glücklich pries, in Kunst und Naturwissenschaft auf fast gleiche Ansichten zu stoßen.
1816 kam Rennenkampff im Gefolge des Prinzen nach Oldenburg, wo er sich für eine Reihe von Jahren mit dem Amt eines Kammerherrn in dem winzigen Hofstaat Paul Friedrich Augusts zufriedengeben musste. Im gesellschaftlichen und geistigen Leben der Residenz konnte er sich dagegen als „ein fein ausgedrechselter Weltmann, der viel erlebt und gesehen hatte“, sofort einen festen Platz sichern. Rennenkampff, der bereits 1802 Freimaurer geworden war, schloss sich 1817 der oldenburgischen Loge „Zum goldenen Hirsch“ an, in der er als deputierter Meister (1826–1833) und als Meister vom Stuhl (1842–1849) eine führende Rolle spielte. 1852 ward ihm das seltene Glück zu Theil, sein fünfzigjähriges Maurerjubiläum feiern zu können.

### Reisen
Im gleichen Jahr (1817) wurde er auch in die von Gerhard Anton von Halem gegründete Literarische Gesellschaft aufgenommen, deren Mitglieder der schmalen Oberschicht des Landes angehörten. Aufgrund der Kontakte, die er in den großen europäischen Städten und in St. Petersburg angeknüpft hatte, konnte Rennenkampff in Oldenburg gleichsam als Vermittlungsstelle zur großen Welt und ihren geistigen Zentren fungieren. Man wird sich freilich davor hüten müssen, diese Beziehungen zu überschätzen, die oft nicht über gesellschaftlich höfische Bekanntschaften hinausreichten, die innerhalb der überschaubaren europäischen Ober- und Bildungsschicht des frühen 19. Jahrhunderts noch leicht zustande kamen. Ihr Umfang und ihre Bedeutung konnte erst mit Hilfe von Rennenkampffs Briefnachlass präzise bestimmt werden. Ein durch Zufall erhaltenes Schreiben vom Januar 1815 bietet aber wenigstens einen flüchtigen und impressionistischen Eindruck von dem Netz seiner Verbindungen. Während einer Rheinreise im Sommer 1817 besuchte er Clausewitz, den ehemaligen Generalstabschef der Russischdeutschen Legion, Joseph Görres in Köln, den Kunsthistoriker Schulz in Bonn und schließlich den Freiherrn vom Stein in Nassau, den er ebenso wie Ernst Moritz Arndt von St. Petersburg her kannte. Im Gefolge des Erbprinzen hielt er sich anschließend an den Höfen von Stuttgart, Nassau, Sachsen-Hildburghausen und in den mondänen Badeorten Wiesbaden und Karlsbad auf, wo er u. a. den russischen Außenminister und späteren griechischen Regenten Grafen Kapodistrias kennenlernte.
Im Jahre 1818 besuchte Alexander v. R. zum letzten Male seine alte Heimat auf kurze Zeit. Auf der Seereise von Lübeck nach Riga lernte ihn damals der nachmalige Professor des römischen Rechts zu Dorpat und Kasan, Louis Cambecq, kennen, der in seiner „Reminiszenz“ über den hochgebildeten liebenswürdigen Mann des Lobes voll ist:
„Es war im Ausgang des Monats März 1818, als ich, im Begriff, mich auf einem kleinen Kauffahrteischiffe – Kapitän Prahm – zur See nach Riga zu begeben, in Lübeck an der table d’hôte saß. Mir gegenüber hatte ein stattlicher junger Herr von etwa 35 Jahren Platz genommen. Das ganze Wesen verrieth Aristokratie, ein seelenvolles Auge, die hohe Stirn von schwarzem lockigen Haar umkränzt deuteten auf Geist, das Benehmen und die Rede auf Bildung, um den Mund spielte edle Ironie, durch entschieden sich aussprechende Gutmüthigkeit gemildert. Mit einem Worte, der Mann flößte mir das höchste Interesse an seiner Persönlichkeit ein; er fixirte mich indessen auf eine Weise, die mich anfangs genirte und zuletzt gewissermaßen verdroß. [...] So verging die an sich höchst einförmige Reise wie ein schöner Traum und ich war tief bewegt, als ich von dem mir durch ein gütiges Schicksal gesandten, klugen, erfahrenen und wahrhaft edeln Reisebegleiter auf immer Abschied nahm. Ich mußte nach Kurland und er wollte, nach kurzem Aufenthalt in Riga, wieder an den Oldenburgschen Hof zurück.“

### Briefe von Goethe
Zwei Briefe Goethes an Rennenkampff aus den Jahren 1820 und 1823 sind veröffentlicht worden:
„An Baron v. Rennenkampf. Ew. Hochwohlgeborenen geehrten Namenszug unter einem Briefe zu sehen war mir höchst erfreulich an demselben Tage, wo ich das Glück hatte Ihro Majestät dem König aufzuwarten, mit den Herrn Obrist von Wimpfen und Legationsrath von Goes mich von Ihrem früheren Besuche bey uns angenehm zu unterhalten. Auf Ihre vertrauliche Anfrage erwidere kürzlich, daß Dr. Ehrmann zu Frankfurt a/M. sich mir jederzeit gefällig erwiesen und so manchen Dienst geleistet hat; ich kenne ihn aber auch als einen Sonderling und humoristischen Mann, dessen Launen ich wohl selbst erfahren, ohne daß ich beurtheilen möchte wie weit sie ihn führen und verführen können. Jene Angelegenheit habe ich meinem Freund Sulpiz Boisserée gänzlich überlassen, der denn wohl bey Herausgabe seines großen Werks über den Cölner Dom vor andern befugt seyn möchte diesen Gegenstand nach Würden zu behandeln. Dabey möchte wohl ein Unterschied zwischen geheimen und geschlossenen Gesellschaften zu machen seyn; die Darstellung, wie sie aneinander gränzen und in einander überlaufen, aus einander entspringen, möchte wohl die größten Schwierigkeiten haben. Die ganz richtige Bemerkung wegen des alten Manuscripts finden Sie auf der inneren Seite des Umschlags jenes Heftes, da sie mir vor Ausgabe desselben durch Freunde und eigne Nachforschung geworden war. Die zweyte Bemerkung ist sehr geistreich und artig und ich erbitte mir die Erlaubniss davon Gebrauch zu machen. Möge ich Ihnen und Ihrem Freundes Kreiße bestens empfohlen seyn! Weimar, den 10ten April 1820 gehorsamst JW v Goethe“
„An Baron v. Rennenkampf. Ew. Hochwohlgeboren schönstens zu begrüssen und mich Ihrem theuren Andenken bestens zu empfehlen ergreife gern eine sich darbietende Gelegenheit. Herr Thioli, Maler und besonders gewandter Restaurateur, der bisher in Berlin gearbeitet und bey seiner Durchreise auch bey uns die Geschicklichkeit in Wiederherstellung verletzter Bilder gar lobenswürdig bethätigt hat, gedenkt seinen Weg nach Oldenburg zu richten und ich nehme keinen Anstand denselben zu empfehlen. Er ist ein stiller gesitteter Mann und seine Frau, des bekannten Landschafts Malers Fidanza Tochter, ist gleichfalls wacker und artig. Er führt einige Bilder mit sich, welche zu sehen dem Liebhaber immer interessant seyn wird. Vielleicht gäbe es dorten einiges zu restauriren, wobey ich wohl sagen darf dass er billig ist, wie wir an ihm, mit und ohne Akkord, erfahren haben. Sollte es Gelegenheit seyn mich den höchsten Herrschaften unterthänigst zu empfehlen; so würde ich mich sehr glücklich schätzen. Schreiben Ew. Hochwohlgeb. Diesen Brief dem erneuten Vertrauen zu, welches Ihre werthe Gegenwart in mir frisch belebt hat und erhalten mir ein wohlwollendes Andenken. Weimar, den 2ten Juny 1823 gehorsamst JW v Goethe“

### Vermittlungen
Seine römischen Kontakte ermöglichten es ihm, Kunstaufträge für Herzog Peter Friedrich Ludwig zu vermitteln und ihn beim Aufbau der oldenburgischen Kunstsammlungen zu beraten. Für den Idyllenzyklus Wilhelm Tischbeins, den der Herzog 1820 für das Oldenburger Schloss erwarb, verfasste er eine interpretierende Beschreibung, die Goethe für seine bekannten Verse zu diesen Bildern heranzog. Neben einigen kleineren Schriften und einer Macchiavelli-Übersetzung, die bereits vor seiner Oldenburger Zeit erschienen waren, veröffentlichte Rennenkampff 1827/28 die zweibändigen „Umrisse aus meinem Skizzenbuche“, eine Sammlung autobiographisch gefärbter Erinnerungen und Reiseschilderungen, die mit lehrhaften Erzählungen verbunden sind, in denen er seine auf den Ideen der Spätaufklärung und der idealistischen Philosophie beruhende Lebensanschauung und Weltsicht darlegte. Das flüssig geschriebene Buch, das gut aufgenommen wurde, lässt freilich seine Grenzen ganz klar erkennen. Rennenkampff war kein originärer Denker, sondern ein rezeptiver Kopf, der im Sinne der Humanitätsideale seiner Zeit die geistige und sittliche Vervollkommnung des Individuums als oberstes Ziel propagierte.
Nach dem Regierungsantritt Paul Friedrich Augusts am 28. Mai 1829 verzichtete Rennenkampff, der sogleich zum Ersten Kammerherrn ernannt wurde, ganz bewusst auf eine Laufbahn in der Staatsverwaltung, von der ihn – wie er rechtfertigend erklärte – die „Kleinigkeitskrämerey“ abschreckte. Die Stellung eines vertrauten Beraters des Landesherrn und das Wirken hinter den Kulissen entsprachen seinem Naturell und seinem Unabhängigkeitsdrang mehr als jede noch so hohe Beamtenstellung mit ihren festen Pflichten. Sein Einfluss auf den Großherzog, der bis an dessen Lebensende ungebrochen anhielt, war bedeutend, wenn es auch fast unmöglich ist, ihn in Einzelfällen konkret nachzuweisen, da er im täglichen Umgang geübt wurde und kaum schriftlichen Niederschlag fand. An politischen Fragen und an der praktischen Tagespolitik war Rennenkampff offenbar wenig interessiert und scheint sich auf die Rolle des distanzierten Beobachters beschränkt zu haben. Die Wandlung seiner politischen Ansichten vom „Freiheitsenthusiasmus“ der sogenannten Befreiungskriege zum gemäßigten Konservativismus spiegelt die allgemeine Entwicklung in Deutschland wider. In der nationalen Aufbruchsstimmung von 1813/14 trat auch Rennenkampff nach eigener Aussage für „Mündigkeit des Volks, Konstitution und politische Rechte“ ein und drängte noch 1830 in der Krisensituation nach dem Ausbruch der Julirevolution den Großherzog zur Gewährung einer Verfassung. Später lehnte er dagegen konstitutionelle Staatsformen, „alle Volksherrschaft und Volkssouveränität“ entschieden ab. Seine Interessen und Neigungen galten ganz eindeutig der Kunst und den Naturwissenschaften.

### Museumsleiter
Er beriet den Großherzog beim Ankauf verschiedener privater Sammlungen, die den Grundstock des neuen Naturhistorischen Museums bildeten, dessen Leitung er im Mai 1837 übernahm. Er sorgte in den folgenden Jahren für den Ausbau des Museums, wandte aber seine Aufmerksamkeit vor allem der Mineraliensammlung zu und vernachlässigte zum Leidwesen des Kustos Friedrich Wiepken die von diesem betriebene Erfassung der heimischen Tierwelt.
Ludwig Starklof, ein Vertrauter des alten Herzogs Peter Friedrich Ludwig zu Oldenburg, der am 21. Mai 1829 in Wiesbaden verschied, bezeichnet Alexander als: … „der geistreiche Uhu, von Herkunft Halbrusse.“ 1829 äußert sich Starklof folgendermaßen: „Rennenkampff ist in meinen Augen ein falscher Fuchs, der den Erbprinzen in der Tasche hat und ihn nach Belieben heraus- und hineinspielt. Der Erbprinz nahm die Schale für den Kern.“ …
„Das Museum ist die einzige öffentliche Institution in Oldenburg, mit der der Name Rennenkampffs verbunden ist. Er zog es vor, als Anreger und gesuchter Gesprächspartner im kleinen Kreis zu wirken und durch seinen Einfluß auf den Großherzog versteckt die oldenburgische Kulturpolitik zu beeinflussen, die in der ersten Hälfte des 19. Jahrhunderts noch weitgehend vom Hof und der Hofverwaltung abhing. Er ging darin jedoch nicht auf. Den eigentlichen Mittelpunkt seines Lebens bildete vielmehr seine Familie, die ihm „das Glück der befriedigendsten Vielseitigkeit“ schenkte. Er hatte am 13. März 1819 Karoline Freiin von Dalwigk (1799–1837) geheiratet, Hofdame in Oldenburg und Tochter des Präsidenten des nassauischen Oberappellationsgerichts Karl Friedrich August Freiherr von Dalwigk, Herr auf Lichtenfels (1761–1825), und Louise Wilhelmine von und zu Löwensteins. Das Ehepaar hatte sechs Kinder – fünf Töchter und einen Sohn –, um deren Erziehung sich Rennenkampff intensiv kümmerte. Der Rückzug in die Privatheit und in das Familienleben war für die deutschen Gebildeten und das Bürgertum dieser Jahre typisch und bildete für Rennenkampff zudem einen Teil seiner Selbststilisierung als kontemplativer Geist der die volle Ausbildung seiner Persönlichkeit anstrebte. In sein Haus „Unter dem Dom der sieben Eichen“ neben der Osternburger Kirche zog er sich nach 1848 immer mehr zurück und starb hier am 9. April 1854, knapp ein Jahr nach dem Tod des Großherzogs Paul Friedrich August, dessen Leben und Persönlichkeit er in seiner letzten Veröffentlichung zu schildern versucht hatte. In seinem Haus besuchten den Kammerherrn Clara Schumann, wenn sie hier Konzerte gab, oder der Märchendichter Andersen. Wilhelm von Humboldt besuchte ihn stets, wenn er auf der Durchreise nach Norderney war. Er stand in Verbindung mit Charlotte von Schiller, dem Entomologen Anton Dohrn und dem Kanzler Friedrich von Müller.“
„Wie sich dieser selbständige tiefe Denker in der Folge über die Parteien erhebt und von einem liberalen menschlichen Standpunkt aus als freier Beobachter die Welt betrachtet, im Alter sich aber die Politik ganz vom Leibe hält, weil es ihm die Galle erregt, daß es mit der deutschen Einheit so unglücklich gehe und die großen Erwartungen von 1848 so wenig Frucht bringen, können wir hier nur andeuten. Die Teilnahme für die Betätigung sozialen Wirkens, die auch seinen „Umrissen“ die höhere Bedeutung verleiht, ist ein charakteristischer Zug Rennenkampffs, und wenn er in dieser Schrift eine herzbewegende Charakteristik des wunderbaren Grafen Schlabrendorf gibt, so beleuchtet er damit zugleich die Seelenverwandtschaft mit Karoline v. Humboldt, da beide in der Verehrung dieses Mannes sich begegneten.“
„Eine andere feststehende Seite seines Charakters war die Pflichttreue, mit der er seinem Amte und seinen übernommenen Verpflichtungen nachkam. Was in den Bereich seines Berufes, seiner Thätigkeit fiel, war ihm wichtig und – wars auch die geringste Kleinigkeit – ward mit demselben Eifer behandelt wie das Wichtigste. Wohl konnte er wehmüthig ausrufen, als der Großherzog starb, und er selbst krank doch noch ihn lebend sehen wollte, aber die Todesnachricht beim Einsteigen in den Wagen erhielt: "Das erste Mal, das ich zu spät komme."“

## Familie
Rennenkampf war verheiratet mit Karoline geb. von Dalwigk, der Tochter des herzoglich nassauischen Oberappellationsgerichtspräsidenten Karl Friedrich August von Dalwigk (1761–1825), die als Hofdame nach Oldenburg gekommen war. Das Ehepaar hatte einen Sohn und fünf Töchter, von denen Cäcilie von Rennenkampff (1834–1913) 1861 den bayerischen Offizier Otto von Parseval (1827–1901), später Prinzenerzieher am Oldenburger Hof und bayerischer General der Infanterie, ehelichte. Caroline von Rennenkampff (1828–1906) wurde die zweite Ehefrau des oldenburgischen Ministers Julius von und zu Egloffstein (1803–1861), Elisabeth von Rennenkampff (1824–1877) heiratete den österreichischen Konsul Viktor Joseph Weiß von Starkenfels und der Sohn Peter Friedrich Ludwig von Rennenkampff (1826–1861) wurde Offizier.

## Grab
Alexander von Rennenkampff wurde am 15. April 1854 auf dem Oldenburger Gertrudenfriedhof beerdigt. Der Grabstein der Familie steht auf dem Friedhof der Dreifaltigkeitskirche in Osternburg. Auf der Vorderseite des Steines oben unter einer Krone steht: „Sei getreu bis in den Todt so wil ich Dir die Crone des Lebens geben“.

## Seine Schriften
- Fragmente aus den Briefen eines Reisenden aus Liefland. Riga 1805.
- Ueber Pius den Siebenten, von Alexander von Rennenkampf. In: Der Preußische Correspondent. Nr. 135 und 136 vom 22. und 24. November 1813. Ausführliche Zusammenfassung von Joseph Görres im Rheinischen Merkur Nr. 91 vom 23. Juli 1814.
- Essai sur l’Essence e l’Histoire des Arts Plastiqes. St. Petersburg 1813.
- Geschichte des Castruccio Castracani von Lucca. Übersetzung und Anmerkungen von dem Russisch-Kaiserlichen Major von Rennenkampff, Wenden und Reval 1816.
- Dunstwäsche. Beitrag in den Oldenburgischen Blättern (1817). Verfahren einer neuen Waschmethode.
- Beiträge in den Oldenburgischen Blättern über Tischbeins neuesten Gemälde, 1821.
- Wilhelm Tischbein seine Bilder, seine Träume, seine Erinnerungen in dem Herzoglichen Schlosse zu Oldenburg. Bremen 1822.
- Umrisse aus meinem Skizzenbuche. Band I und Band II, Hannover, 1827 und 1828, Im Verlage der Hahn’schen Hofbuchhandlung.
- Ueber Pius VII. Dessen Betragen 1808 und 1809 und dessen Exkommunikation Napoleons, Wesernymphe, Erzählungen und Novellen. herausgegeben von Theodor von Kobbe. Bremen 1831, Verlag Wilhelm Kaiser.
- Quelques mots sur le gouvernement actuel de la Pologne. Août 1833, Par un térmoin oculaire. Allg. Niederl., Buchhandlung, Leipzig 1833.
- Die Kleine. In: Nordische Blüten, Erzählungen und Novellen. herausgegeben von Theodor von Kobbe, Verlag U. D. Geisler, Bremen 1835.
- Aufsätze in den Temporalien No. 21 und 141 von 1844, Originalien aus dem Gebiete der Wahrheit, Kunst, Laune und Phantasie. Begründet von Georg Lotz.
- Selbstgespräche, Am Morgen des 13. Juli 1853 in Oldenburg.
- Ein Sommerritt durch Livland. Aus den Erinnerungen A. Edler v. R. vom Anfang des 19. Jahrhunderts. Herausgegeben von Fr. Bienemann, Reval 1913, Verlag von Fritz Kluge.